# Igrejinha (Arraiolos)
Igrejinha es una freguesia portuguesa del concelho de Arraiolos, con 84,63 km² de superficie y  habitantes (2001). Su densidad de población es de 9,1 hab/km².